# Friedrich Frutschi
Friedrich Frutschi (* 7. Februar 1892 in Ringgenberg; † 14. Januar 1981 ebenda) war ein Schweizer Bildhauer, wohnhaft in Ringgenberg.

## Leben
Friedrich Frutschi war von 1928 bis 1958 Leiter der kantonalen Schnitzerschule in Brienz. Er vertrat einen klassizistischen, stilisierten Naturalismus und kreierte u. a. viele Skulpturen für die örtlichen Dorfbrunnen. Auch auf dem Friedhof sind seine Werke anzutreffen. Viele seiner Werke sind heute noch im Familienbesitz seines Sohnes Urs Frutschi.
Frutschis Atelier fiel 1980 einem Brand zum Opfer. Neun Monate darauf starb er im Alter von 89 Jahren.

## Schriften
- Holzschnitzen und Holzbildhauen: Eine gründliche Einführung in Technik und Material für Laien und Künstler mit vielen praktischen Beispielen und Anregungen. Paul Haupt Verlag, Bern 1963. 6., unveränderte Auflage 1992, ISBN 3-258-02311-5.

## Ausstellungen (Auswahl)
- 1918: Kunsthalle Bern (Gruppenausstellung)[3]
- 1923: Bern (Gruppenausstellung)[4]
- 1924: Kunstverein St. Gallen[5]